# 本庄重長
本庄 重長（ほんじょう しげなが）は、江戸時代前期の武将。出羽米沢藩藩士。福島城代。本庄繁長の六男。子に次男・本庄政長、三男・武田信秀他。

## 生涯
慶長7年（1602年）、上杉氏家臣・本庄繁長の六男として誕生。
元和9年（1623年）、兄の本庄充長が嗣子の無いまま死去したため、寛永2年（1625年）に出羽米沢藩主・上杉定勝の命で家督を継いで、福島城代と禄高3,333石となる。寛永5年（1628年）、侍頭。
承応3年10月2日（1654年11月10日）、死去。享年53。